# برایت (ویرجینیای غربی)
برایت (به انگلیسی: Bright) یک منطقهٔ مسکونی در ایالات متحده آمریکا است که در شهرستان روان، ویرجینیای غربی واقع شده‌است. برایت ۲۳۹٫۸۸ متر بالاتر از سطح دریا واقع شده‌است.